# Antonio Angelillo
Antonio Angelillo (Buenos Aires, 5 september 1937 – 6 januari 2018) was een Italo-Argentijns voetballer en trainer. 
Na een korte carrière in zijn thuisland verhuisde hij in 1957 naar Italië om er voor Inter Milaan te spelen. In 1958/59 werd hij topschutter van de Serie A met 33 goals. Dit is geen record voor de Serie A want Ciro Immobile van Lazio Roma scoorde er 36 in het seizoen 2019-2020, een evenaring van het record van Gino Rossetti in het seizoen 1928-1929 voor Torino. Hij speelde ook voor het nationale elftal van Argentinië en won in 1957 de Copa América en scoorde hier acht keer. Later kwam hij ook nog twee keer voor het Italiaanse elftal uit. 
Na zijn spelerscarrière bouwde hij nog een trainerscarrière uit bij clubs in de lagere reeksen. Hij woonde in zijn laatste jaren in Arezzo.  